# Cornelis Droebel
Cornelis Oswald Droebel (Engels: Cornelius Oswald Fudge) is een personage uit de serie boeken over Harry Potter van de Britse schrijfster J.K. Rowling.
Droebel was Minister van Toverkunst. Toen de vorige Minister van Toverkunst, Milène Boterberg, met pensioen ging, wilde men het baantje aan Albus Perkamentus geven. Die wilde Zweinstein echter niet verlaten, dus gaven ze de baan aan Droebel. Droebel stuurde bijna elke dag een paar uilen aan Perkamentus om hem om raad te vragen. In het vijfde boek wordt Droebel veel eigenwijzer omdat hij niet wilde geloven dat Voldemort was teruggekeerd. Hij probeerde er een stokje voor te steken dat Harry Potter terugging naar Zweinstein en maakte Perkamentus uit voor "een oude toverkol". Dan is het ook gedaan met de raad die Perkamentus aan Droebel gewoon was te geven. Een jaar later wordt Droebel ontslagen en opgevolgd door Rufus Schobbejak. Droebel blijft wel op het Ministerie van Toverkunst, maar nu in een adviserende rol. Droebel heeft in zijn hoedanigheid van minister contact met de 'dreuzelpremier' (de premier van het Verenigd Koninkrijk).